# 李鐘民
李 鐘民（イ・ジョンミン、英語: Lee Jong-min、ハングル：이종민、2006年8月27日 - ）は、大韓民国の男子バドミントン選手。

## 経歴
2024年のアジアジュニア選手権の団体競技では、韓国代表チームの第1ダブルスとして、李亨宇とのペアで男子ダブルスに出場し、韓国チームの準優勝に大きく貢献した。
2025年から、混合ダブルスで元世界女王の蔡侑玎とペアを組み世界大会に出場。
初陣となる3月のオルレアン・マスターズでは、準々決勝に進出し、世界ランク11位の緑川大輝 / 齋藤夏を接戦で破る番狂わせを起こした。